# Телевизијски редитељ
Телевизијски редитељ (или телевизијски режисер) је стручњак одговоран за креативно и техничко вођење продукције различитих телевизијских програма. Његова улога је да визуелно осмисли и реализује садржај, било да се ради о играним серијама, информативним емисијама, забавним програмима, документарцима или преносима уживо. Он тумачи сценарио или формат емисије, усмерава глумце, водитеље и остале чланове екипе, те координира све аспекте снимања и, често, постпродукције.

## Улога и одговорности
Телевизијски редитељ има кључну улогу у претварању идеје или сценарија у готов телевизијски производ. Спектар његових одговорности је широк и може укључивати:
- Креативна интерпретација: Разумевање и уметничко тумачење сценарија, синопсиса или концепта емисије.
- Претпродукција: Учешће у одабиру глумаца и водитеља (кастинг), одабиру локација за снимање, разради књиге снимања и планова снимања.
- Рад са извођачима: Усмеравање глумаца у играним програмима, давање инструкција водитељима, новинарима и гостима у другим типовима емисија.
- Визуелно обликовање: Одлучивање о кадрирању, кретању камере, композицији сцене, осветљењу и укупном визуелном стилу програма.[2]
- Техничка реализација: Током снимања, телевизијски редитељ координира рад целокупне техничке екипе, укључујући камермане, техничко вођство (у студију), мајсторе светла, тона, сценографе и костимографе.[1]
- Вођење вишекамерних снимања: У студијским емисијама или преносима уживо, редитељ често ради у режијској соби ("контролној соби"), где бира кадрове са више камера у реалном времену (помоћу видео-миксете) и даје инструкције екипи преко интеркома.[3]
- Снимање на терену: Организација и вођење снимања изван студија, што може укључивати једнокамерне или вишекамерне системе.
- Постпродукција: Често учествује у процесу монтаже, одабиру музике, обради звука и финалном уобличавању емисије, иако је у већим продукцијама за то задужен монтажер у сарадњи са редитељем и продуцентом.

## Врсте телевизијских програма и специфичности режије
Телевизијски редитељи могу се специјализовати за различите врсте програма, а свака од њих носи специфичне захтеве:
- Играни програми: Укључује телевизијске серије (драмске, хумористичке), ТВ филмове и мини-серије. Режија ових формата слична је филмској режији, са фокусом на нарацију, развој ликова, глумачку игру и визуелни стил. У продукцији телевизијских серија, редитељ поједине епизоде обично сарађује са продуцентом и главним креативним тимом серије (који понекад укључује и тзв. showrunner-a) како би се одржао укупан стил, тон и континуитет дела.
- Информативни програми: Режија дневника, вести, политичких емисија. Захтева брзину, прецизност, добру координацију у студију, често са елементима преноса уживо.
- Документарни програми: Редитељ истражује одређену тему, ради са архивским материјалом, снима на терену, води интервјуе и обликује наративну структуру.
- Забавни и музички програми: Обухватају ток-шоу емисије, квизове, музичка такмичења, концерте, варијете програме. Често се реализују у студију са више камера, понекад са публиком и елементима уживо.
- Спортски преноси: Захтевају изузетну способност праћења динамичних догађаја уживо, брзо реаговање, координацију великог броја камера како би се публици пружио најбољи могући увид у спортски догађај, укључујући успорене снимке и графику.
- Дечји и образовни програми: Захтевају специфичан приступ прилагођен циљној групи.

## Вештине и образовање

### Вештине
Поред уметничког талента и креативности, телевизијски редитељ треба да поседује и низ специфичних вештина:
- Способност визуелног приповедања и разумевање телевизијског језика.
- Лидерске способности и вештине руковођења тимом.
- Одличне комуникационе и организационе способности.
- Способност брзог доношења одлука, посебно у преносима уживо и под притиском рокова.
- Техничко познавање телевизијске опреме и процеса продукције.
- Флексибилност и адаптибилност на различите жанрове и услове рада.
- Осећај за ритам и темпо, кључан за динамику телевизијског програма.

### Образовање
Образовање за телевизијског редитеља стиче се на академијама или факултетима драмских, односно аудиовизуелних уметности, где постоје катедре или смерови за филмску и телевизијску режију. У Србији, такве студијске програме нуде Факултет драмских уметности Универзитета уметности у Београду и Академија уметности Универзитета у Новом Саду. Искуство се често стиче и кроз практичан рад на телевизији, почевши од асистентских позиција.

## Разлика у односу на филмског редитеља
Иако деле многе сличности, постоје и одређене разлике у раду телевизијског и филмског редитеља:
- Креативна контрола: У филмској продукцији, редитељ се чешће сматра главним аутором филма. У телевизијској серијској продукцији, главни продуценти или креатори серије (познати и као showrunner-и) обично имају већи утицај на укупну креативну визију, док редитељи појединачних епизода раде у оквиру тих задатих смерница.
- Продукциони услови: Телевизијска продукција често има бржи темпо и специфична буџетска ограничења по епизоди у односу на филмску продукцију.
- Формат: Телевизијски редитељи морају да воде рачуна о специфичностима телевизијског формата, као што су структура епизоде, могуће паузе за рекламе, и начин на који се прича развија кроз дужи временски период (код серија).
- Континуитет: У серијској продукцији, где различити редитељи могу радити на различитим епизодама, одржавање визуелног и наративног континуитета је од велике важности.